# ليان ريفلين
ليان ريفلين (بالإنجليزية: Leanne Rivlin)‏ هي عالمة نفس أمريكية، ولدت في 1929.